# Opopaea simoni
Opopaea simoni är en spindelart som först beskrevs av Lucien Berland 1914.  Opopaea simoni ingår i släktet Opopaea och familjen dansspindlar. Inga underarter finns listade i Catalogue of Life.